# Italia de Sud
Italia de Sud (în italiană Mezzogiorno) este referința generală la porțiunea sudică a Italiei continentale plus Sicilia. Din punct de vedere istoric, se referă la Regatul celor două Sicilii și Sardinia. Regiunea cuprinde Basilicata, Campania, Calabria, Apulia și Molise, situate în sudul Italiei și Abruzzo, localizată în centrul Italiei plus insulele Sicilia și Sardinia. Din motive economice, Sardinia este recunoscută de sud, dar aparține geografic și Italiei centrale.
Italia de Sud este o regiune cu o cultură diversă și foarte veche. Unele obiceiuri locale se regăsesc și în Oltenia, în special în zonele rurale. Multe din numele purtate de locuitorii acestei regiuni se termină în „u”, ca și în limba română. Aceste asemănări sunt explicate de locuirea acestor zone de populații tracice, precum și de romanizarea intensivă a Olteniei cu elemente ce proveneau probabil din sudul Italiei.